# Halle à marchandises
Une halle à marchandises est un bâtiment d'une gare ferroviaire, utilisé pour le stockage des marchandises ainsi que pour le chargement et le déchargement des trains de fret.

## Description
Selon l'importance du trafic, elle peut être accolée au bâtiment voyageurs ou bien se trouver dans une gare entièrement affectée au trafic de marchandises, sur un terrain à l'écart.
Il existe plusieurs types de halles car chaque compagnie a créé ses propres types de bâtiment et l'évolution des matériaux de construction a contribué aux changements de physionomie de ces halles.
Dans un premier temps, les halles possédaient une voie couverte par une descente du toit et pour certaines par un mur. Ces halles pouvaient disposer aussi de portes dans le cas où le mur était présent. Elles étaient construites sur un quai disposant d'une surface découverte et dans certains cas d'un angle tronqué ayant une voie reliée à une plaque tournante pour le chargement/déchargement des wagons.
Par la suite, des halles furent construites toujours sur le même principe mais la voie (ou les voies) rentrait au milieu du bâtiment.
De même, si, à l'origine, les halles étaient sur les emprises des gares voyageurs, il apparut très vite que, pour les agglomérations de la taille d'une petite ville, il fallait isoler le trafic des marchandises et, de fait, des halles furent construites sur des terrains indépendants de la gare voyageurs. Ces gares marchandises pouvaient compter plusieurs halles pour accélérer le trafic et être reliées aux triages lorsqu'elles étaient construites sur un terrain adjacent à ceux-ci.

## Galerie de photographies

Exemples de halles à marchandises
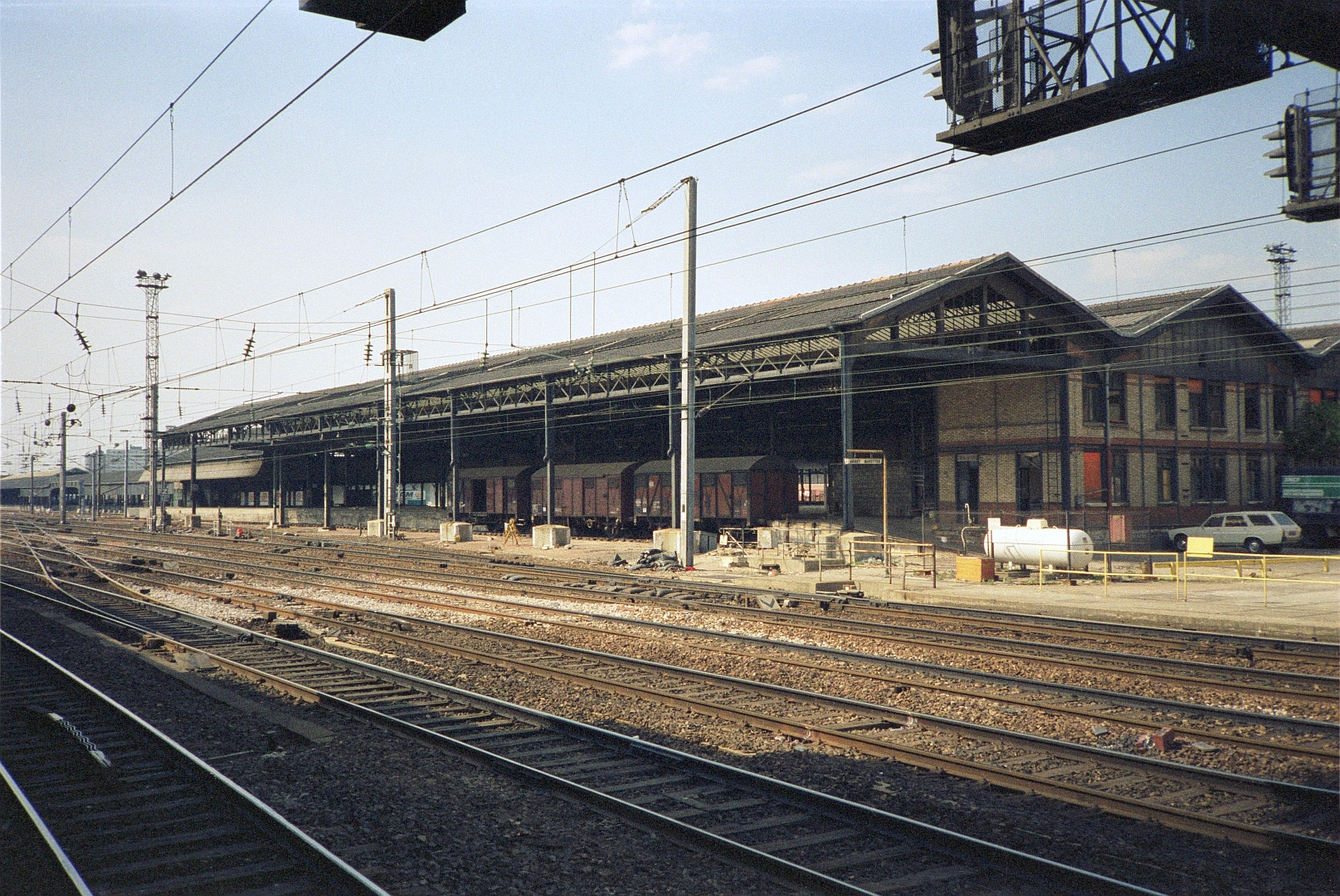
Ancienne halle à marchandises de l'ex-gare des Batignolles, vue depuis la gare de Pont-Cardinet côté Paris.
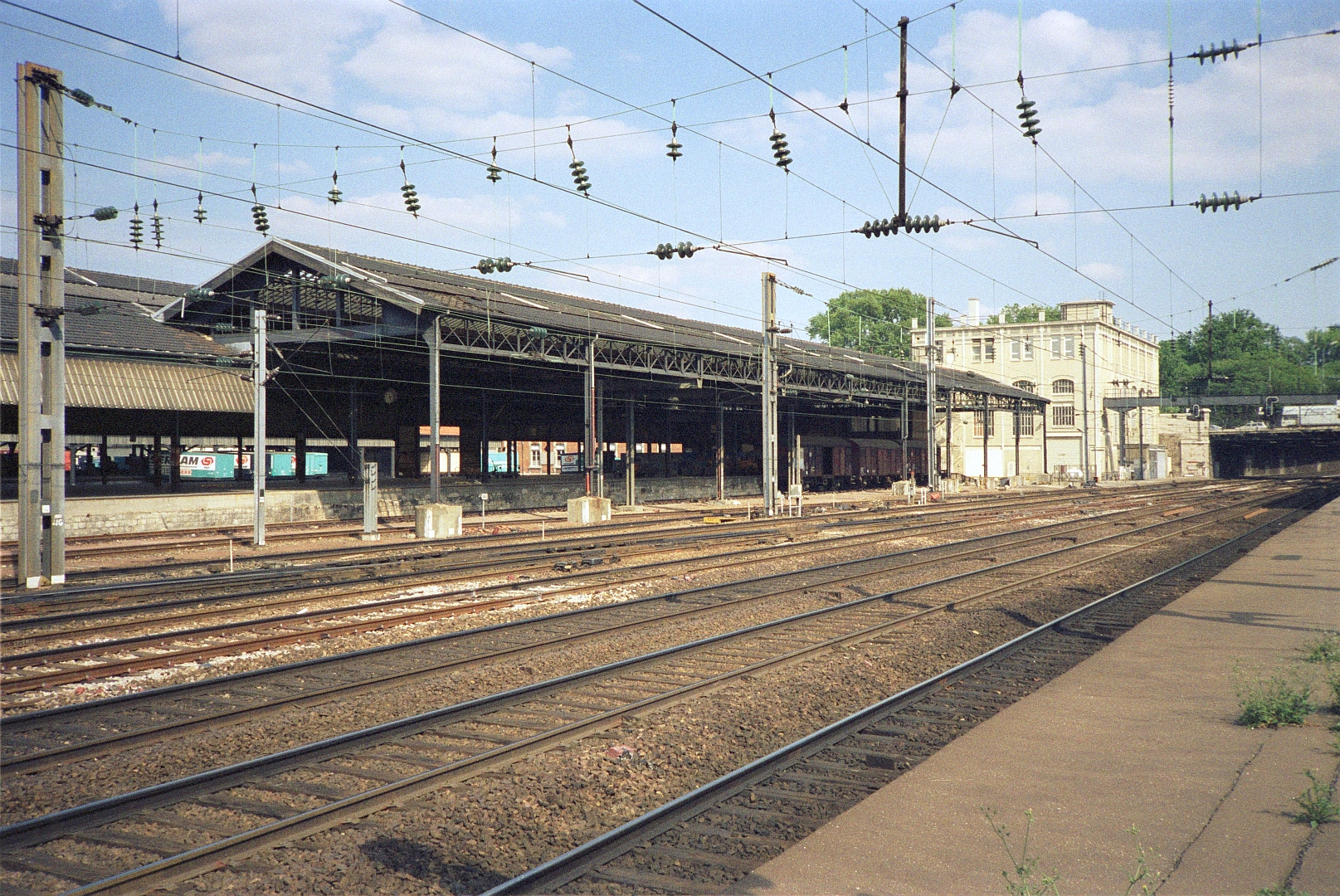
Ancienne halle à marchandises de l'ex-gare des Batignolles, vue depuis la gare de Pont-Cardinet côté banlieue.
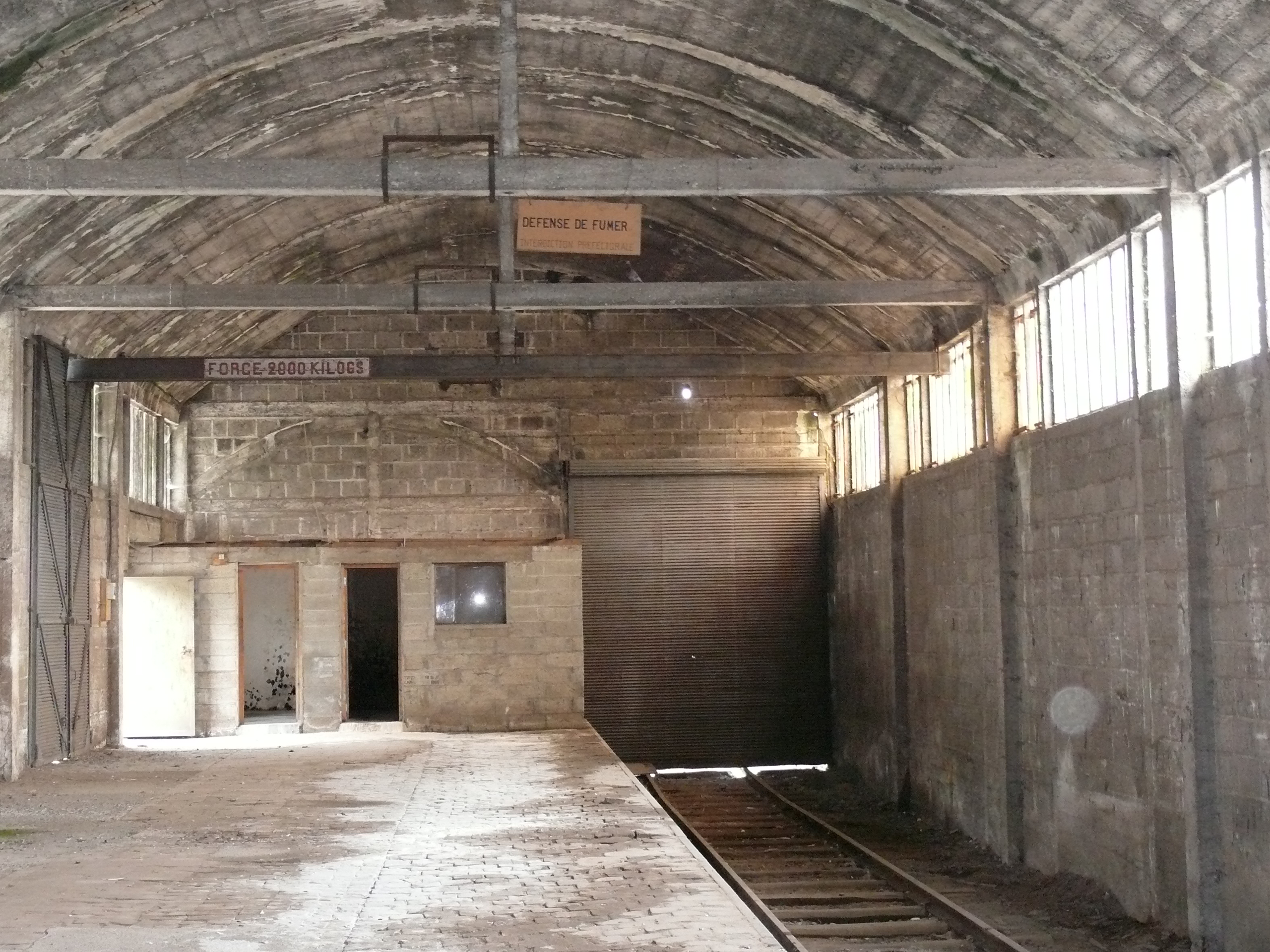
Intérieur de la halle à marchandises de la gare de Breteuil-Embranchement.

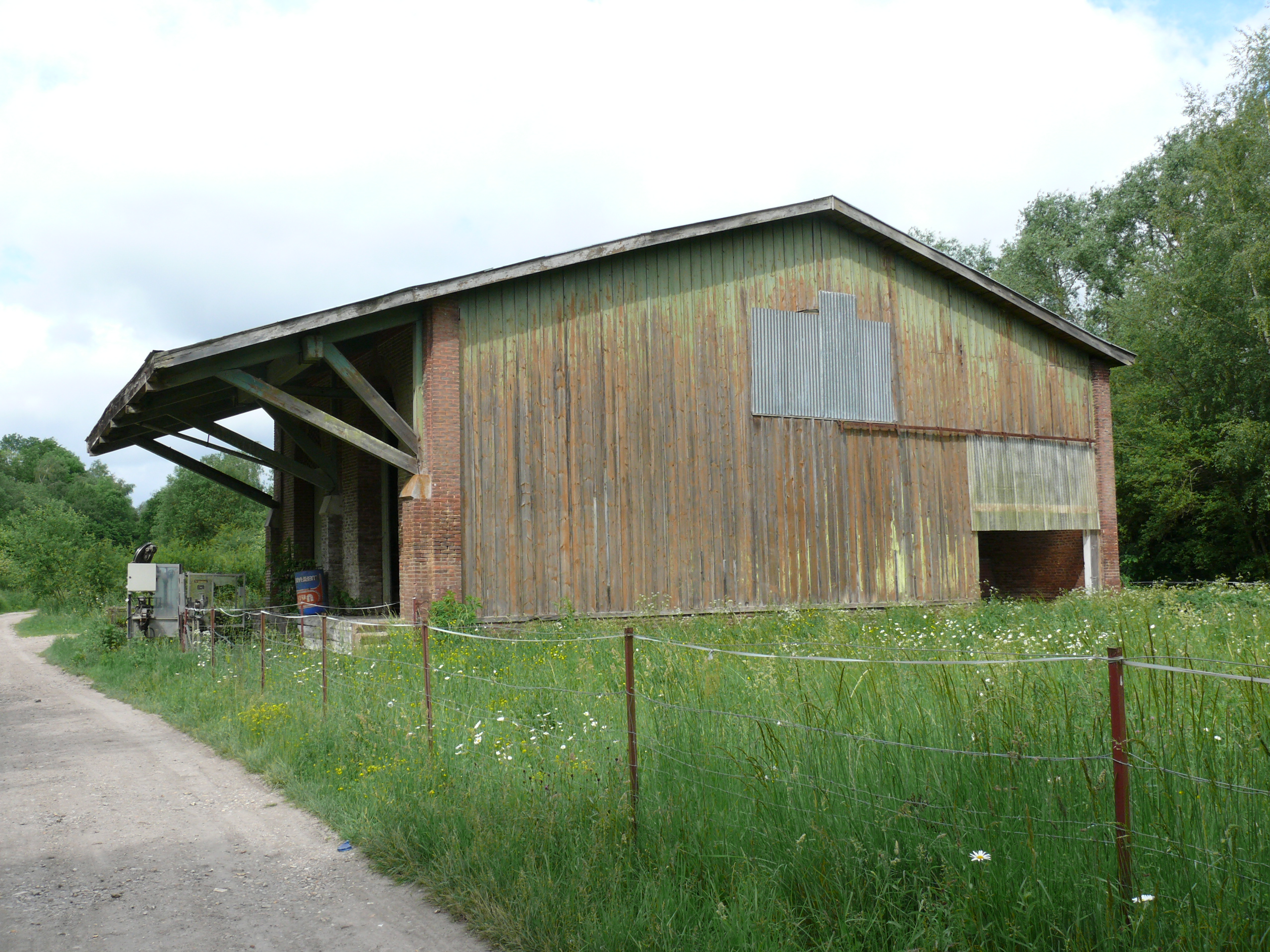
Halle en bois de l'ancienne gare de Fontaine-Bonneleau.
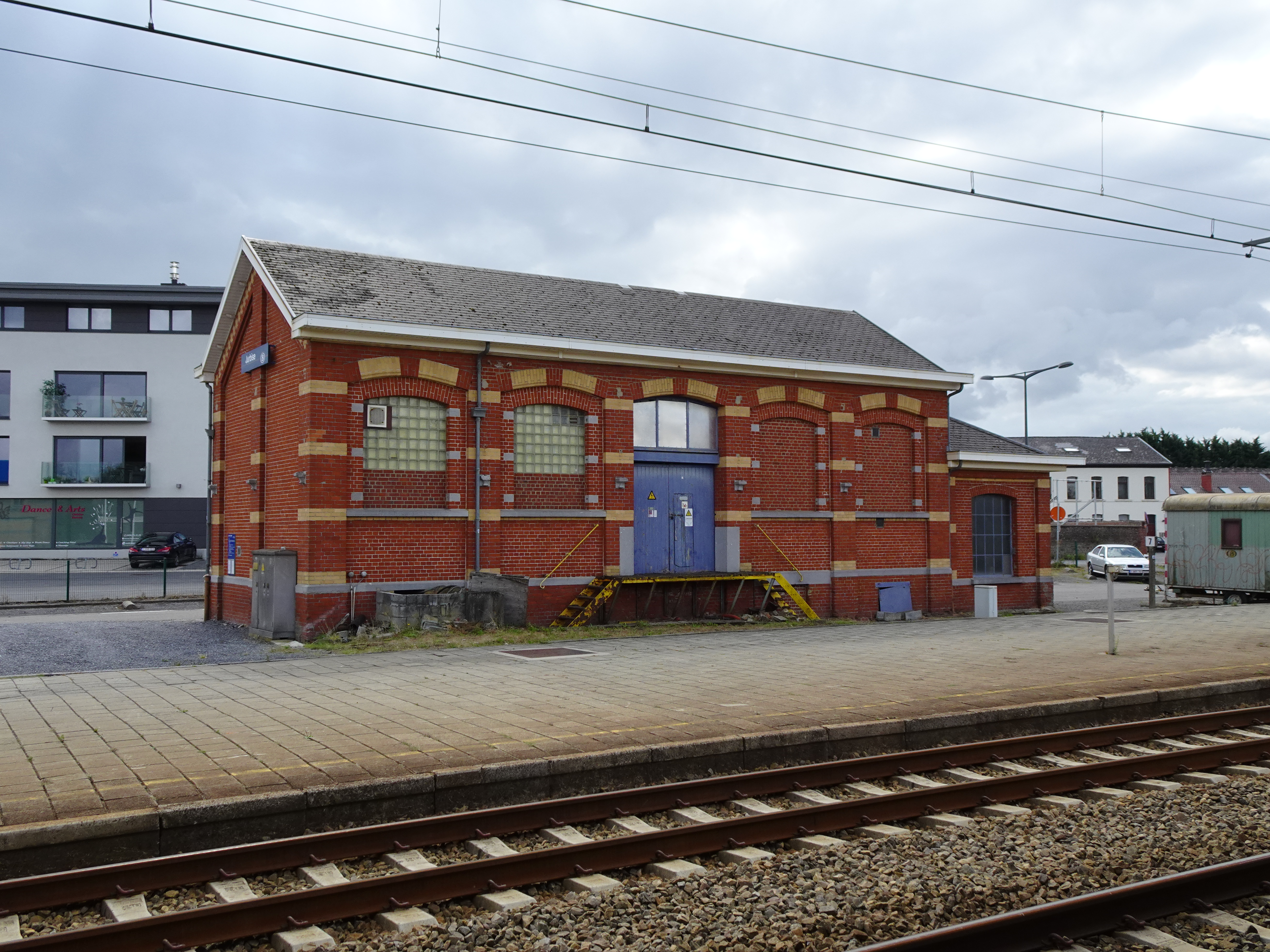
Petite halle à marchandises en briques, en gare de Jurbise.
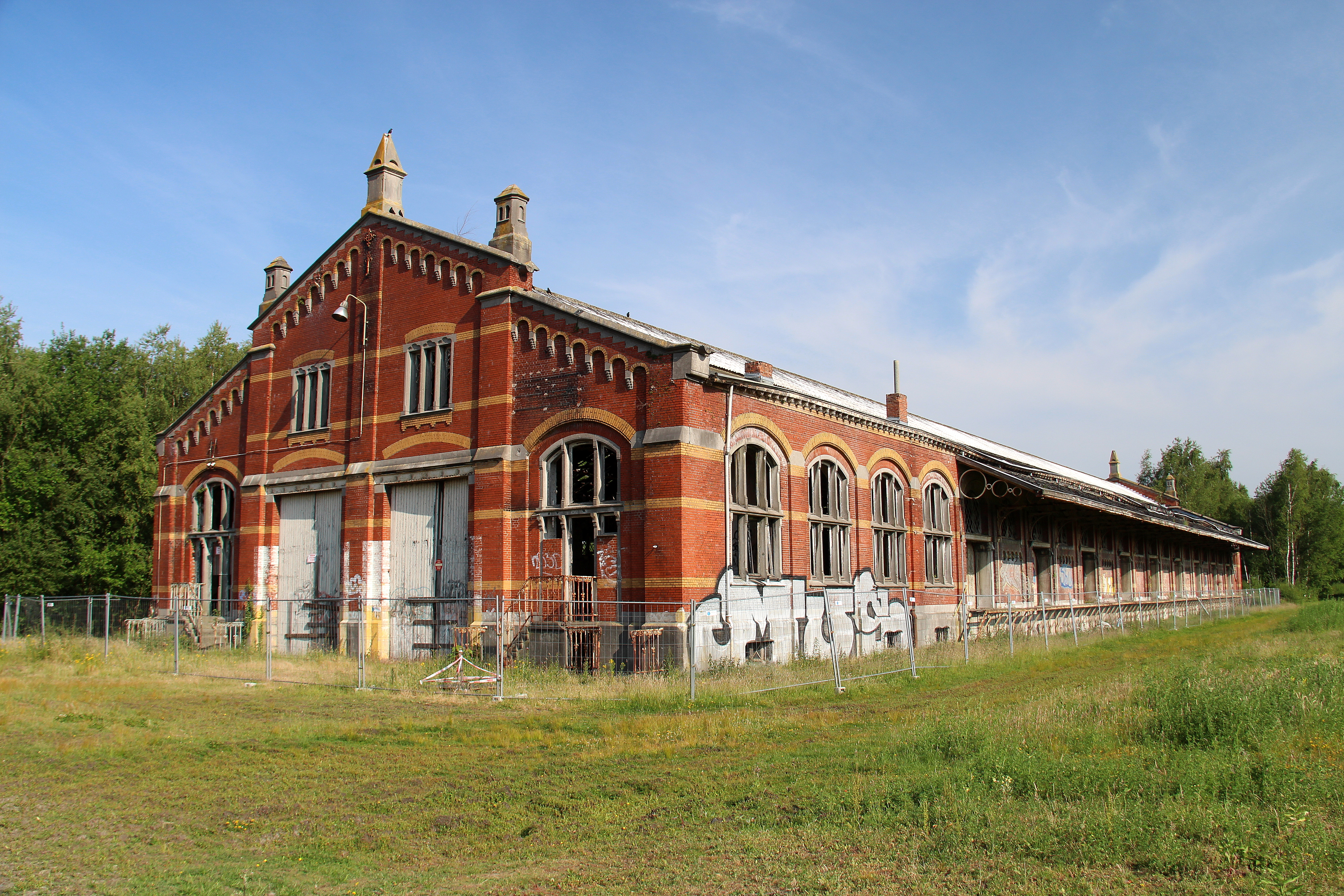
Ancienne halle de la gare frontalière d'Essen, à la frontière belgo-hollandaise.